# Haukisaari (ö i Södra Savolax, Nyslott, lat 62,07, long 28,66)
Haukisaari är en ö i Finland. Den ligger i sjön Haukivesi och i kommunen Nyslott i  landskapet Södra Savolax, i den sydöstra delen av landet, 290 km nordost om huvudstaden Helsingfors. Öns area är 17,2 hektar och dess största längd är 0,9 kilometer i sydöst-nordvästlig riktning.